# 岩波ブックレット
岩波ブックレット（いわなみブックレット）は、岩波書店が出版している小冊子のシリーズ。

## 概要
「はじめの一歩、初めの一冊」をキャッチフレーズとして、1982年4月20日に創刊、当時は「紙つぶて」を作っていた。第1号は「反核 ―私たちは読み訴える 核戦争の危機を訴える文学者の声明」である。
1冊あたりの販売価格は、平均すると500円前後である。またページ数は、平均的に70ページ前後である。内容としては、憲法、平和、人権、環境などがテーマとなっているものが多い。
2012年に創刊30周年を記念にロゴマークを出し、藤原ヒロコ（1972年 - ）の「もぐら」が決まった。
2019年5月に1000号を達成。タイトルは瀬畑源の「公文書管理と民主主義」である。
品切れ絶版になった「戦後史にみるテレビ放送中止事件」は、「放送中止事件50年　―テレビは何を伝えることを拒んだか―」と改題され、メディア総合研究所・編として花伝社で復刊している。